# Zavinuta uvijuša
Zavinuta uvijuša (lat. Vallisneria spiralis), vodena trajnica iz porodice žabogrizovki raširena po suptropskim i tropskim krajevima, česta u Mediteranu i Africi. Jedina vrsta iz roda uvijuša koja raste i u Hrvatskoj.
Hrvatski nazivi za nju su zavojita uvijuša (T. Nikolić) i zavinuta uvijuša (Josip Karavla)
Naturalizirala se po mnogim krajevima. Česta je u akvarijima.
- Vallisneria spiralis
- Vallisneria spiralis